# Whitney (série télévisée)
Pour les articles homonymes, voir Whitney.
Whitney est une série télévisée américaine en 38 épisodes de 22 minutes créée par Whitney Cummings et diffusée entre le 22 septembre 2011 et le 27 mars 2013 sur le réseau NBC et au Canada sur le réseau CTV (première saison) et CTV Two (deuxième saison). La sitcom est basé sur la vie réelle et les numéros comiques de Whitney Cummings.
Cette série est inédite dans tous les pays francophones.

## Synopsis
Whitney Cummings est une photographe qui vit à Chicago avec son petit ami, Alex Miller. Même si les deux ont décidé de ne pas se marier, Whitney interroge leur relation de trois ans et commence à craindre l'ennui. Elle décide alors de recourir à des méthodes peu conventionnelles pour garder la flamme dans son couple.

## Acteurs principaux
- Whitney Cummings : elle-même, une photographe.
- Chris D'Elia (en) : Alex Miller, un entrepreneur d'internet et petit ami de Whitney.
- Rhea Seehorn : Roxanne Harris, une femme divorcée.
- Zoe Lister-Jones : Lily Dixon, ex-fiancée de Neal et amie proche de Whitney.
- Dan O'Brien : Mark Murphy, le meilleur ami d'Alex et officier de police à Chicago.
- Maulik Pancholy : Neal, ex-fiancé de Lily désormais bisexuel (saison 1)
- Tone Bell (en) : Reginald « R.J. » José, le barman et ami d'Alex (saison 2)

## Invités
introduits lors de la première saison
- Jane Kaczmarek : Candi Morris, la mère de Whitney (épisodes 1 et 10 + saison 2, épisode 1)
- Loni Love (en) : Nurse (épisode 1 + saison 2, épisode 15)
- Michelle Buteau (en) : Girlfriend (épisode 1)
- Anna Diop : Waitress (épisode 2)
- Daniel Escobar (en) : Waiter (épisode 2)
- Matt Cook (en) : Clerk (épisode 4)
- Ken Marino : Brian (épisode 5 + saison 2, épisode 9)
- Kulap Vilaysack (en) : Waitress (épisode 6)
- Cameron Bender (en) : Rob (épisode 7)
- Sunil Narkar (en) : Indian Restaurant Owner (épisode 7)
- Lisa Lampanelli (en) : Mrs Janks (épisode 8)
- Chelsea Handler : Dr Price, la thérapeute de Whitney (épisode 9 + saison 2, épisode 16)
- Beth Dover : Madeline (épisode 9)
- Peter Gallagher : Vince Cummings, le père de Whitney (épisodes 10 et 22 + saison 2, épisode 10)
- Natalie Cohen (arz) : Busty Girl (épisode 11)
- Annie Korzen (en) : Edith (épisode 12)
- Jacob Davich : Young Guy #2 (épisode 12)
- Kathy Griffin : Lindsay (épisode 13)
- Eddie Pepitone (en) : Older Man (épisode 13)
- John Cleese : Dr Grant, le thérapeute de Whitney et d'Alex (épisode 14 + saison 2, épisode 8)
- Hayes MacArthur (en) : Lance, l'ex-mari de Roxanne (épisodes 15 et 16)
- Brayden Pierce (arz) : Jacob (épisode 15)
- Vincent M. Ward (en) : Ira (épisode 15)
- Moshe Kasher (en) : Waiter (épisode 16)
- Kellee Stewart (en) : Valerie (épisode 17)
- June Diane Raphael : Chloe (épisode 19 + saison 2, épisode 5)
- Eve : Britnee (épisode 21)
- Dov Davidoff (en) : The Manager (épisode 21)
- Haley Strode (en) : Cute Girl (épisode 21)
- Julian McCullough (en) : Nick (épisode 22)
- Nicole Sullivan (épisode 22)

deuxième saison seulement
- Hope Solo : elle-même (épisode 5)
- John Ross Bowie : Eddie (épisode 6)
- Maz Jobrani : Dr West (épisode 6)
- Lance Barber : Nate (épisode 7)
- Leslie Grossman : Michelle (épisode 9)
- Natasha Leggero (en) : Danielle (épisode 12)
- Dean Norris : Wayne Miller, le père d'Alex (épisode 13)
- Wayne Bastrup (en) : Bryan (épisode 13)
- Jacqueline Lovell : Susie (épisode 14)
- Brent Bailey (en) : Matt (épisode 14)
- Paul Scheer (en) : Phillip (épisode 15)

## Développement
Le projet de Whitney Cummings a débuté en octobre 2010, et le pilote a été commandé à la fin janvier 2011.
Le casting début le mois suivant, dans cet ordre : Chris D'Elia (en), Beverly D'Angelo, Zoe Lister-Jones, Maulik Pancholy et Rhea Seehorn.
NBC commande la série le 11 mai 2011 et annonce quatre jours plus tard lors des Upfronts qu'elle sera diffusée dans son carré de sitcoms du jeudi à 21 h 30 dès l'automne.
À la fin du mois, Beverly D'Angelo, qui interprétait la mère de Whitney, n'est pas retenue pour la saison mais devait être créditée comme invitée spéciale dans le pilote. En août, elle est remplacée par Jane Kaczmarek, rôle devenu récurrent, et les scènes ont été tournées de nouveau.
Le 4 octobre, satisfaite des audiences, NBC commande neuf épisodes supplémentaires pour un total de 22 épisodes.
Durant la première saison, la production annonce les invitations de Ken Marino, Lisa Lampanelli (en), Kathy Griffin et John Cleese.
Le 11 mai 2012, la série a été renouvelée pour une deuxième saison En août, Maulik Pancholy quitte la série pour retourner dans la série 30 Rock. Tone Bell (en) décroche alors un rôle principal pour la deuxième saison. Ensuite, Dean Norris décroche le rôle du père d'Alex le temps d'un épisode.
En décembre, NBC commande trois épisodes supplémentairesm soit seize épisodes pour la deuxième saison.
Le 9 mai 2013, NBC a annulé la série. Whitney et Chris se retrouveront deux ans et demi plus tard pour les cinq derniers épisodes de la sitcom Undateable.

## Épisodes

### Première saison (2011-2012)
| №  | Titre                           | Réalisation        | Scénario                            | Première diffusion | Audience américaine | Audience canadienne |
| -- | ------------------------------- | ------------------ | ----------------------------------- | ------------------ | ------------------- | ------------------- |
| 1  | Pilot                           | Andy Ackerman (en) | Whitney Cummings                    | 22 septembre 2011  | 6,84                | 2,004               |
| 2  | First Date                      | Andy Ackerman      | Whitney Cummings                    | 29 septembre 2011  | 5,4                 | 1,709               |
| 3  | Silent Treatment                | Andy Ackerman      | Danielle Sanchez-Witzel             | 6 octobre 2011     | 4,89                | 1,722               |
| 4  | A Decent Proposal               | Andy Ackerman      | John Quiantance                     | 13 octobre 2011    | 4,25                | 1,664               |
| 5  | The Wire                        | John Fortenberry   | Ethan Sandler                       | 27 octobre 2011    | 4,19                | 1,721               |
| 6  | Two Broke-Up Guys               | Andy Ackerman      | Mathew Harawitz                     | 3 novembre 2011    | 4,31                | 1,706               |
| 7  | Getting to Know You             | Henry Chan (en)    | Adrian Wenner                       | 10 novembre 2011   | 4,28                | 1,582               |
| 8  | Clarence!                       | Mark Cendrowski    | Sam Sklaver                         | 17 novembre 2011   | 3,97                | 1,77                |
| 9  | Up All Night                    | Andy Ackerman      | Whitney Cummings et John Quaintance | 1er décembre 2011  | 3,93                | 1,37                |
| 10 | Christmas is Cummings           | Andy Ackerman      | John Quaintance                     | 8 décembre 2011    | 4,08                | 1,716               |
| 11 | Private Parts                   | Andy Ackerman      | Mathew Harawitz                     | 11 janvier 2012    | 5,79                |                     |
| 12 | Faking It                       | Fred Savage        | Theresa Mulligan Rosenthal          | 18 janvier 2012    | 4,15                | 1,068               |
| 13 | Codependence Day                | Andy Ackerman      | Ethan Sandler et Dan Levy (en)      | 25 janvier 2012    | 4,4                 |                     |
| 14 | Mind Games                      | Linda Mendoza (en) | Betsy Thomas et Adrian Wenner       | 1er février 2012   | 4,33                |                     |
| 15 | Lance!                          | Andy Ackerman      | Sam Sklaver                         | 8 février 2012     | 4,06                |                     |
| 16 | 48 Hours                        | David Trainer (en) | John Quaintance                     | 15 février 2012    | 4,48                |                     |
| 17 | Mad Women                       | Betsy Thomas       | Whitney Cummings                    | 22 février 2012    | 4,11                |                     |
| 18 | Homeland Security               | Andy Ackerman      | Adrian Wenner                       | 29 février 2012    | 4,13                | 1,33                |
| 19 | The Ex Box                      | Andy Ackerman      | Zachary Rosenblatt                  | 7 mars 2012        | 4,23                |                     |
| 20 | G-Word                          | Andy Ackerman      | Mathew Harawitz                     | 14 mars 2012       | 3,91                | 1,073               |
| 21 | Something Old, Something New    | Andy Ackerman      | Kirk J. Rudell                      | 21 mars 2012       | 4,18                |                     |
| 22 | Something Black, Something Blue | Betsy Thomas       | Whitney Cummings                    | 28 mars 2012       | 4,09                |                     |

### Deuxième saison (2012-2013)
Initialement prévue pour le 19 octobre, mais a été remise à plus tard pour être déplacée les mercredis à partir du 14 novembre 2012 en remplacement de la série Animal Practice.
| №  | №  | Titre                 | Réalisation          | Scénario                           | Première diffusion | Audience américaine |
| -- | -- | --------------------- | -------------------- | ---------------------------------- | ------------------ | ------------------- |
| 23 | 1  | Bawl and Chain        | Andy Ackerman        | Eric Zicklin (en)                  | 14 novembre 2012   | 4,22                |
| 24 | 2  | Poor Whitney          | Andy Ackerman        | Liz Astrof                         | 21 novembre 2012   | 3,94                |
| 25 | 3  | Sex, Lies, and Alibis | Steve Zuckerman (en) | Wil Calhoun (en) et Liz Astrof     | 5 décembre 2012    | 3,92                |
| 26 | 4  | Hello Giggles         | Andy Ackerman        | Dan Levy                           | 12 décembre 2012   | 3,77                |
| 27 | 5  | Three's Company       | David Trainer        | Zachary Rosenblatt                 | 2 janvier 2013     | 4,96                |
| 28 | 6  | Two Broke Hearts      | Andy Ackerman        | Owen H.M. Smith (en)               | 9 janvier 2013     | 4,11                |
| 29 | 7  | Sorry!                | Andy Ackerman        | Whitney Cummings et Linda Wallem   | 30 janvier 2013    | 3,64                |
| 30 | 8  | Space Invaders        | Andy Ackerman        | Zachary Rosenblatt                 | 6 février 2013     | 3,56                |
| 31 | 9  | Snapped               | Andy Ackerman        | Liz Astrof                         | 13 février 2013    | 3,59                |
| 32 | 10 | Breaking Dad          | Andy Ackerman        | Theresa Mulligan Rosenthal         | 20 février 2013    | 3,14                |
| 33 | 11 | Slow Ride             | Linda Mendoza        | Eric Zicklin                       | 27 février 2013    | 3,41                |
| 34 | 12 | Lost in Transition    | Andy Ackerman        | Debby Wolfe                        | 6 mars 2013        | 3,83                |
| 35 | 13 | Nesting               | Andy Ackerman        | Theresa Mulligan Rosenthal         | 13 mars 2013       | 3,38                |
| 36 | 14 | Crazy, Stupid, Words  | Andy Ackerman        | Zachary Rosenblatt et Eric Zicklin | 20 mars 2013       | 3,13                |
| 37 | 15 | Alex, Meet Lily       | Andy Ackerman        | Megan Hearne                       | 27 mars 2013       | 2,92                |
| 38 | 16 | Cake, Cake, Cake      | Andy Ackerman        | Whitney Cummings et Dan Levy       | 27 mars 2013       | 2,88                |

## Audiences
Au Canada, le pilote a été diffusé trois jours avant NBC et a attiré 2 millions de téléspectateurs. La série est demeurée dans le Top 30 hebdomadaire des audiences durant l'automne, mais a glissé sous le palmarès à la suite de changements de programmation.

## Commentaires
Whitney Cummings, actrice et créatrice de la série a touché 60 000 $ pour les trois premiers épisodes résultant des bons chiffres d'audience,.